# Monsieur et Madame Curie
Pour plus de détails, voir Fiche technique et Distribution.
Monsieur et Madame Curie est un court métrage français réalisé par Georges Franju en 1953, sorti en 1956. 
Le film, qui ne comporte aucun dialogue, met en relief les moments clés de la vie et de la collaboration professionnelle de Pierre Curie et Marie Curie.

## Fiche technique
- Titre : Monsieur et Madame Curie
- Réalisation : Georges Franju
- Scénario : Georges Franju, d'après la biographie Pierre Curie publiée en 1924 par Marie Curie
- Commentaire : extrait de la biographie, dit par Nicole Stéphane
- Production : Téléfilms - Armor Films
- Photographie : Marcel Fradetal
- Montage : Roland Coste
- Son : Pierre Vuillemin
- Pays de production :  France
- Format : Noir et blanc  - 16 mm
- Durée : 14 minutes
- Date de sortie : 
  - France - 27 avril 1956
- Visa d'exploitation : 13888 (délivré le 20 mai 1955)

## Distribution
- Nicole Stéphane : Marie Curie
- Lucien Hubert : Pierre Curie
- Lucien Barjon : Henri Becquerel

## Distinctions
- Prix du court métrage du jury des spectateurs de l’Association Française des Amis du Cinéma, Paris, 1956